# César Ladeira
César Rocha Brito Ladeira, plus connu sous le nom de Cesar Ladeira, né le 11 décembre 1910 à Campinas et mort le 8 septembre 1969 à Rio de Janeiro, est un animateur de radio brésilien, connu sous le nom de « La voix de la révolution constitutionnaliste », survenue en 1932, et devient l'une des icônes de l'âge d'or de la radio au Brésil et l'un des annonceurs les plus célèbres du pays.
Ladeira est le créateur de noms artistiques avec lesquels certains chanteurs ont fini par s'identifier : "Rei da Voz" pour Francisco Alves, "A Pequena Notável" pour Carmen Miranda, "O Cantor que Dispensa Adjetivos" pour Carlos Galhardo, "O Caboclinho Querido" pour Sílvio Caldas et "A Garota Grau Dez" pour Emilinha Borba.

## Biographie
Il commence sa carrière en 1931, comme présentateur à la Rádio Record de São Paulo, où il est invité, alors qu'il est étudiant en droit, à passer un test et, au lieu de lire des publicités, il prononce un discours contre le dictateur Getúlio Vargas - ce qui, avec sa voix, plaît à la direction de la station.
Pendant la révolution constitutionnaliste qui oppose les habitants de l'État de São Paulo au gouvernement Vargas, Record décide de réaliser des émissions politiques et, pour ce faire, établit un partenariat avec Rádio Mayrink Veiga, de l'État de Rio de Janeiro, avec Ladeira comme principal animateur ; il prnonce ensuite des discours véhéments dans lesquels il  exhorte la population à combattre et à résister au gouvernement qui viole la Constitution du pays ; la révolte dure deux mois, étant supplantée par le nouveau régime et Ladeira finit en prison ; pendant son séjour en prison, il  profite de son temps pour écrire un livre, publié plus tard, qui est le premier ouvrage du pays à parler de radio.
En 1933, il est embauché par Mayrink, comme speaker et directeur artistique, et s'installe à Rio ; il commence à utiliser un style copié sur les speakeurs argentins qui, pour différencier les "erres" des "agás" aspirés, appuient sur les premiers.

Wilson Batista, Nelson Gonçalves, César Ladeira et Jorge de Castro

Il joue dans plusieurs films, faisant ses débuts au cinéma en 1935 dans le film " Alô, Alô, Brasil " et étant le protagoniste du film Sob a Luz do Meu Bairro, de 1946, réalisé par Moacyr Fenelon.
En 1948, il signe un contrat avec Rádio Nacional, où il présente pendant dix ans "Seu criado, obrigado" aux côtés de Daisy Lúcidi, parmi d'autres programmes à succès.
En 1956, il devient fondateur et directeur de Rádio Relógio, dans la ville de Rio de Janeiro.
Deux ans avant sa mort, en 1967, il commence à participer à des émissions comiques sur la défunte TV Tupi à Rio de Janeiro.
Il est le mari de l'actrice Renata Fronzi. Ses fils, Cesar Fronzi Ladeira et Renato Fronzi Ladeira, sont les créateurs du  groupe de rock « A Bolha » et, plus tard, du groupe Herva Doce.
César Ladeira, victime d'un accident vasculaire cérébral à 23h30 dans la nuit du 7 au 8 septembre 1969, est immédiatement transporté à la clinique Pró-Cardíaco et meurt le 8 à 5 heures du matin. Son inhumation a lieu au cimetière São João Batista à 	
Rio de Janeiro.